# フォーク式赤道儀

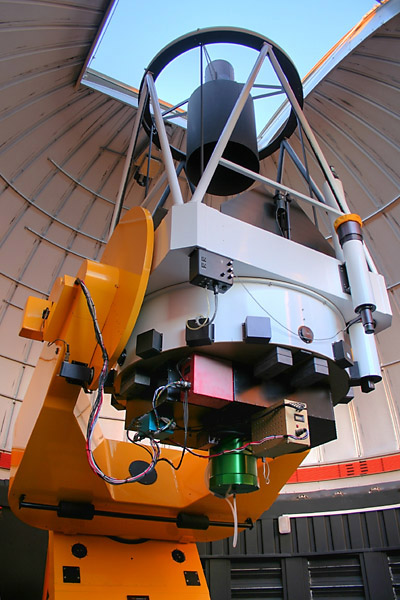
フォーク式赤道儀

フォーク式赤道儀（フォークしきせきどうぎ）とは赤道儀式架台の一種で、2本の腕で望遠鏡を支える形の天体望遠鏡架台である。バランスウェイトが不要なのが最大の利点である。鏡筒が長いとフォークにぶつかる場合があり、また極付近に死角ができたり観測がしにくくなる場合がある。フォークを長くすれば死角は減るが、強度の面で不利になる。